# Homalocantha melanamathos
Espèce
Synonymes
- Murex melanamathos Gmelin, 1791
- Purpura tuberosa Röding, 1798

Homalocantha melanamathos est une espèce de mollusques gastéropodes de la famille des Muricidae.

## Habitat et répartition
On trouve cette espèce dans l'Atlantique sud-est, sur les côtes d'Angola et du Gabon. 

## Philatélie
Ce coquillage figure sur une émission de l'Angola de 1974 (0,30 $).